# Calosoma burchelli
Calosoma burchelli (ursprünglich als Aplothorax burchelli beschrieben) ist eine vermutlich ausgestorbene Laufkäferart von der Insel St. Helena. Das Artepitheton ehrt den britischen Naturforscher William John Burchell.

## Systematik
Calosoma burchelli stammt vermutlich von südafrikanischen Laufkäfern ab, die im Pliozän St. Helena erreichten. Die Art galt bis 2021 als einziger Vertreter der Gattung Aplothorax und der Tribus Aplothoracini. Eine Studie aus dem Jahr 2021 kam zu dem Ergebnis, dass Aplothorax ein Juniorsynonym von Calosoma darstellt und somit ein Gattungswechsel nötig war.

## Merkmale
Calosoma burchelli erreichte eine Länge von 29 bis 38 Millimetern und war flugunfähig. Die Art wies Ähnlichkeiten mit den Käfern der Gattung Carabus auf, von denen sie sich hauptsächlich in der Form des glatten und gewölbten Halsschildes ohne aufgeworfenen Rand und ohne Eindrücke an den Hinterecken unterschied. Der Kopf war groß und fast so breit wie der Halsschild. Der Käfer war komplett schwarz gefärbt. Die Fühler waren in der Mitte verdickt und am dritten Glied verlängert. Die Kiefer waren kurz und robust. Die halbzylindrischen Deckflügel waren flach und an der Basis abgerundet. Die Beine waren lang, wobei die Vorderfüße beim Männchen nicht erweitert waren. Die vier vorderen Tarsi waren unterseits mit Haarfilz bedeckt.

## Vorkommen und Lebensweise
Calosoma burchelli war endemisch am Horse Point Plain im äußersten Nordosten von St. Helena. Die Art war nachtaktiv und wurde nur während der Regenzeit beobachtet.

## Status
Nachdem Thomas Vernon Wollaston 1875/76 vergeblich nach der Art suchte, galt sie lange als verschollen, bis sie 1965/66 und 1967 einschließlich der Larven wiederentdeckt wurde. Bei erneuten Suchen in den Jahren 1988 und 1993 wurde jedoch kein Exemplar mehr nachgewiesen.